# Hoplitis anthocopoides
Hoplitis anthocopoides là một loài ong trong họ Megachilidae. Loài này được Schenck miêu tả khoa học đầu tiên năm 1853.